# Virtus Rieti 2000-2001

## 2000/2001

### Risultati ottenuti
- Serie B d'Eccellenza: Stagione regolare: 8º posto. Playoff: quarti di finale.
- Coppa di Lega: finale.

### Roster
|  | Italia (bandiera)                        | Gianluca Giacomi      |
|  | Italia (bandiera)                        | Massimo Sorrentino    |
|  | Italia (bandiera)                        | Giuliano Maresca      |
|  | Italia (bandiera)                        | Davide Raggi -        |
|  | Italia (bandiera)                        | Gianluca De Ambrosi + |
|  | Italia (bandiera) · Argentina (bandiera) | Luciano Masieri       |
|  | Italia (bandiera)                        | Luigi Dordei          |
|  | Italia (bandiera)                        | Riccardo Esposito     |
|  | Italia (bandiera)                        | Fabio Liberatori      |
|  | Italia (bandiera) · Argentina (bandiera) | Franco Prelazzi -     |
|  | Italia (bandiera)                        | Matteo Nobile +       |
|  | Italia (bandiera)                        | Lorenzo Alberti       |